# 売勘場

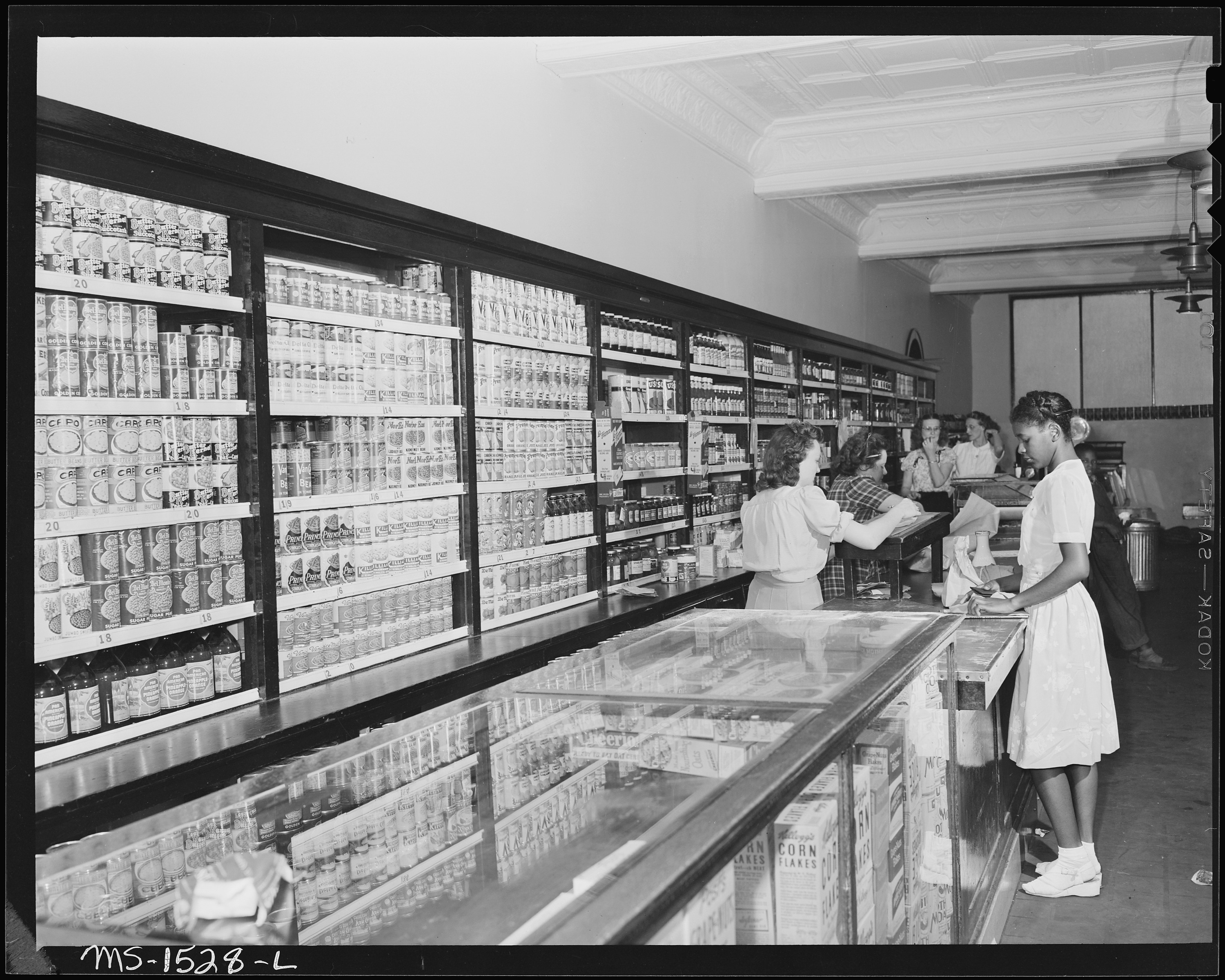
U.S. Coal and Coke社の売勘場、1946年。ウェストバージニア州、ゲイリー

売勘場（うりかんば、カンパニーストア、英:company store）とは、会社の設立した小売店で、会社の従業員に対して、品ぞろえは限定的ながら様々な食品、衣料品、日用品などを販売する。
現代において「カンパニーストア」と言った場合、特定の会社の商品を扱う店を指すこともある（Apple Storeなど）。その会社あるいはブランドのファンが、そのブランドに関連するグッズやレア物などを購入することができる。しかしここでは、近代労働史における搾取のシステムとしてのカンパニーストアについて説明する。

## 概要

三菱端島鉱の売勘場で「通貨」として使われた「キップ」。日本では1916年施行の工場法で禁止され、多くの鉱山では段階的に廃止されたが、離島などの僻地では1960年代まで使われた

売勘場は、炭鉱のように地域の住民全員が事実上1つの企業に雇用されている僻地の企業城下町に存在するのが典型的である。近代の企業城下町では、典型的にはその地域全体が会社のもの、つまり人も土地も家屋も全て会社の物なので、売勘場以外の小売店が存在しにくかったが、その町か近くの町に、会社とは独立した売勘場ではない小売店が存在する場合もあった。
従業員専用の小売店である売勘場は、会社が「現金給与（英:cash）」に先立って労働者に給与する「キップ（炭鉱切符、炭券、炭鉱札、英:scrip）」あるいは「紙幣類似証券（私札、独自通貨、英:voucher）」による売買を受け付ける場合が多く、要するに従業員に給料日前の「信用取引（掛売制、ツケ払い、英：credit）」のサービスを提供する（というのが建前である。会社は給与として現金を支払う気があるのか、キップを現金に交換できるのか、交換できるとしたらいくら手数料を取られるのかなどは、また別の問題である）。鉱山労働者が自動車を購入し、地域の外のさまざまな店に移動できるような時代になると、非常な僻地を除いて、鉱山の町から売勘場は消えていった。それでも売勘場は、現代のコンビニに近い利便性と簡易なツケ制度を提供したため、離島などの僻地では自動車の普及以後まで存続した例もある。また、売勘場は役場の郵便局としての機能や、人々が自由に集える文化・コミュニティセンターとしての役割も果たした。
売勘場は独占的な制度であり、労働者の収入を会社の所有者に還流する役目を果たした。これは、売勘場が地理的に僻地にあるため近隣に競合する小売店が存在しないこと、仮に小売店が存在しても会社の「キップ」が使えないこと、などの理由で、商品の値段が基本的に高く設定されていたからである。キップによるツケ払いを許可することで、従業員は一種の債務奴隷制（英:debt slavery）に絡め取られ、債務が清算されるまで退職（ケツワリ）することができなくなった。
売勘場の評価について、経済史家のプライス・V・フィッシュバックは次のように記述している。
売勘場は、最も罵倒され、誤解されている経済制度の1つです。歌、民話、労働組合による言い回しでは、売勘場はしばしば、労働者に永遠の借金を負わせてそのカタに魂まで取り上げるヴィラン（悪役）として配役されています。「ケツの毛までむしり取る（pluck me）」と言ったあだ名や、一般紙には載せられない卑猥な呼び名は、搾取を示しているようです。その態度は学術文献にも引き継がれ、売勘場が独占であったことが強調されています。
（フィッシュバックが言及している曲には、ヒット曲「16トン」が含まれており、「（天国から炭鉱夫を呼びに来た聖ペテロに対して）聖ペテロよ、俺を呼ばないでくれ、俺は行けない、魂を売勘場に質入れしているから」という歌詞がある。）
売勘場は米国以外の場所にも存在し、特に1900年代初頭のメキシコでは、当地最大の綿工場において織工の給料がキップで支払われていた。1907年の労働ストライキで、労働者はベラクルス州リオ・ブランコの繊維会社の売勘場を襲撃し、略奪した。労働者はメキシコ軍によって射殺されたが、暴動の結果として、リオ・ブランコにたくさんの小売店が開店した。
世界初の売勘場と考えられる店はハワイに存在した。ウィリアム・フーパーは、1835年にカウアイ島のコロアでハワイで最初のサトウキビのプランテーションを開始した。彼は23人のハワイの地元住民を雇い、さまざまな金額の記された厚紙のキップで彼らに給料を支払った。キップは彼の店でしか商品と交換できなかった。(Pau Hana- Plantation Life and Labor in Hawaii- 1835-1920- by Ronald Takaki, Univ of Hawaii Press, 1983, pg 7)

## 参照
1. ↑  Athey, Lou (1990年). “The Company Store in Coal Town Culture”. Labor's Heritage 2 (1):  pp. 6–23
2. ↑  Fishback, Price V. (1992). “Did Coal Miners 'Owe Their Souls to the Company Store'? Theory and Evidence from the Early 1900s”. Soft Coal, Hard Choices: The Economic Welfare of Bituminous Coal Miners, 1890-1930. p. 131 Chapter 8
3. ↑  Turner, John Kenneth (1910). Barbarous Mexico (Reissued by University of Texas Press, 1969 ed.). Chicago, Kerr. pp. 169–174